# Jung Jin-young (diễn viên)
Jung Jin Young (sinh ngày 19 tháng 11 năm 1964) là nam diễn viên Hàn Quốc. Ông đóng vai chính trong nhiều bộ phim, bao gồm Hi! Dharma!, Bunt, và Vụ Án Giết Người Tại Itaewon. Jung được biết đến nhiều nhất nhờ sự hợp tác  với đạo diễn Lee Joon-ik, trong Once Upon a Time in a Battlefield, phần tiếp theo của nó là Battlefield Heroes, The Happy Life, Sunny, và đặc biệt với vai diễn Vua Yeonsan cực kỳ thành công trong The King and the Clown.
Jung cũng xuất hiện trong loạt phim truyền hình The Kingdom of The Winds, Dong Yi, Brain và Love Rain.

## Đóng phim

### Danh sách phim

#### Với tư cách diễn viên
| Năm  | Tên phim                          | Vai                                    | Chú thích                        | Ref.                      |
| ---- | --------------------------------- | -------------------------------------- | -------------------------------- | ------------------------- |
| 1992 | Opening the Closed School Gates   |                                        |                                  |                           |
| 1994 | 로자를 위하여                     |                                        | Phim ngắn                        |                           |
| 1995 | Terrorist                         |                                        |                                  |                           |
| 1997 | Green Fish                        | Người anh thứ 3                        | Được ghi nhận là trợ lý giám đốc |                           |
| 1997 | Partner                           |                                        |                                  |                           |
| 1998 | A Promise                         | Eom Gi-tak                             |                                  |                           |
| 1999 | The Ring Virus                    | Choi Yeol                              |                                  |                           |
| 2000 | Bichunmoo                         |                                        |                                  |                           |
| 2001 | Prison World Cup                  |                                        |                                  |                           |
| 2001 | Guns &amp; Talks                  |                                        |                                  |                           |
| 2001 | Hi! Dharma!                       | Cheong-myeong                          |                                  | [ 14 ]                    |
| 2003 | Wild Card                         | Oh Young-dal                           |                                  |                           |
| 2003 | Once Upon a Time in a Battlefield |                                        |                                  | [ 15 ]                    |
| 2004 | Hi! Dharma 2: Showdown in Seoul   | Hòa thượng Jeong-myeong                |                                  |                           |
| 2004 | Chul-soo and Young-hee            | Giáo viên Bulldog                      | Cameo                            |                           |
| 2005 | King and the Clown                | Vua Yeonsan                            |                                  | [ 7 ] [ 8 ] [ 16 ] [ 17 ] |
| 2006 | Love Phobia                       | Dr. Chu                                | Cameo                            |                           |
| 2006 | If You Were Me 3                  |                                        | "An Ephemeral Life"              |                           |
| 2007 | Bunt                              | Heo Jin-gyoo                           |                                  | [ 14 ]                    |
| 2007 | For Eternal Hearts                | Giáo sư Soo-yeong                      | Cameo                            |                           |
| 2007 | The Happy Life                    |                                        |                                  | [ 15 ]                    |
| 2008 | Sunny                             | Kim Jeong-man                          |                                  | [ 6 ]                     |
| 2009 | The Case of Itaewon Homicide      | Công tố viên Park                      |                                  |                           |
| 2011 | Battlefield Heroes                | Kim Yoo-sin                            |                                  | [ 15 ]                    |
| 2011 | S.I.U.                            | Cảnh sát trưởng Hwang Doo-soo          |                                  |                           |
| 2012 | Yêu khẩn cấp                      | Thám tử Oh                             | Cameo                            |                           |
| 2013 | Điều kì diệu ở phòng giam số 7    | Jang Min-hwan                          | Xuất hiện đặc biệt               |                           |
| 2014 | Another Promise                   | Judge                                  |                                  |                           |
| 2014 | Tabloid Truth                     | Tổng thống Park                        |                                  |                           |
| 2014 | Tabloid Truth                     | Bố của Deok-soo                        |                                  |                           |
| 2015 | Gangnam Blues                     | Gil-soo                                |                                  |                           |
| 2015 | Time Renegade                     | Trưởng phòng Kang                      |                                  |                           |
| 2016 | Pandora                           | Pyeong-seok                            |                                  |                           |
| 2016 | Grandfather                       | Kim Yang-don                           |                                  |                           |
| 2017 | Claire's Camera                   | Đạo diễn So Wan-soo                    |                                  |                           |
| 2017 | A Taxi Driver                     | Phóng viên Lee                         | Xuất hiện đặc biệt               |                           |
| 2017 | Man of Will                       | Go Jin-sa                              |                                  |                           |
| 2017 | The Swindlers                     | Hwang Yoo-seok                         | Xuất hiện đặc biệt               |                           |
| 2018 | Heung-boo: The Revolutionist      | Jo Hang-ri                             |                                  |                           |
| 2018 | Grass                             | Kyung-soo                              |                                  |                           |
| 2018 | Ode to the Goose                  | Chủ quán trọ                           |                                  |                           |
| 2019 | Svaha: The Sixth Finger           | Trưởng phòng Hwang                     |                                  |                           |
| 2021 | The Book of Fish                  | Vua Jeongjo                            | Cameo                            |                           |
| 2021 | A Year-End Medley                 | Sang-kyu (Doorman tại khách sạn Emros) |                                  | [ 18 ]                    |

#### Với tư cách đạo diễn
| Năm  | Tên phim  | Vai trò                           | Chú thích | Ref. |
| ---- | --------- | --------------------------------- | --------- | ---- |
| 2020 | Me and Me | Đạo diễn, biên kịch, nhà sản xuất |           |      |

### Phim truyền hình
| Năm       | Tên phim                   | Vai                   | Chú thích         | Ref.          |
| --------- | -------------------------- | --------------------- | ----------------- | ------------- |
| 2007      | Gia đình là số một         | Bản thân              | Cameo (tập 108)   |               |
| 2008      | The Kingdom of The Winds   | Vua Yuri              |                   | [ 11 ] [ 12 ] |
| 2010      | Dong Yi                    | Seo Yong-gi           |                   | [ 11 ] [ 12 ] |
| 2011      | Crossing the Yengdo Bridge | Baek Ik-duk           |                   |               |
| 2011–2012 | Brain                      | Kim Sang-chul         |                   | [ 13 ]        |
| 2012      | Love Rain                  | Seo In-ha             |                   |               |
| 2012–2013 | Jeon Woo-chi               | Thầy của Jeon Woo-chi | Cameo (tập 1 & 6) |               |
| 2014      | Đôi mắt thiên thần         | Yoon Jae-bum          |                   |               |
| 2015–2016 | Glamorous Temptation       | Kang Suk-hyun         |                   |               |
| 2018      | Sketch                     | Jang Tae-joon         |                   |               |
| 2019      | Chief of Staff             | Lee Seong-min         |                   |               |
| 2020      | Gia đình xa lạ             | Kim Sang-sik          |                   |               |
| 2021      | Bulgasal: Immortal Souls   | Dan Geuk/Kwon Ho-yeol |                   | [ 19 ]        |
| 2024      | Nữ hoàng nước mắt          | Hong Beom-jun         |                   | [ 20 ]        |

### Sêri web
| Năm  | Tê                      | Vai         | Chú thích | Ref.          |
| ---- | ----------------------- | ----------- | --------- | ------------- |
| 2022 | Yonder                  | Tiến sĩ K   |           | [ 21 ]        |
| 2022 | May It Please the Court | Jang Ki-do  |           | [ 22 ] [ 23 ] |
| 2023 | Shadow Detective        | Ki Do Hyung | Mùa 2     | [ 24 ]        |
| 2024 | LTNS                    | Baek-ho     |           | [ 25 ]        |

### Chương trình tạp kỹ
| Năm       | Tiêu đề                                                     | Vai trò                  | Ghi chú          | Ref. |
| --------- | ----------------------------------------------------------- | ------------------------ | ---------------- | ---- |
| 2002–2006 | Unanswered Questions                                        | Bản thân/MC              | Tổ chức          |      |
| 2011      | Phim tài liệu đặc biệt của MBC ( 다큐스페셜)                | Bản thân/người kể chuyện | Người dẫn chuyện |      |
| 2011      | Human Survival Challenger in Hawaii ( 휴먼 서바이벌 도전자) | Bản thân/MC              | Tổ chức          |      |
| 2011      | I Am a Singer 2                                             | Bản thân/MC              |                  |      |

## Sách
- 꼬마삼총사 하롱하롱 탐험대 (1990)

## Giải thưởng và đề cử
| Năm  | Giải thưởng                                     | Hạng mục                                                                      | Người/Tác phẩm được đề cử | Kết quả   | Ref.          |
| ---- | ----------------------------------------------- | ----------------------------------------------------------------------------- | ------------------------- | --------- | ------------- |
| 1998 | Giải thưởng điện ảnh Rồng Xanh lần thứ 19       | Nam diễn viên phụ xuất sắc nhất                                               | A Promise                 | Đoạt giải |               |
| 1999 | Giải thưởng điện ảnh Daejong lần thứ 36         | Nam diễn viên phụ xuất sắc nhất                                               | A Promise                 | Đoạt giải |               |
| 2008 | Golden Cinematography Awards lần thứ 31         | Diễn viên được yêu thích nhất                                                 | Sunny                     | Đoạt giải |               |
| 2008 | KBS Drama Awards 2008                           | Giải thưởng xuất sắc, diễn viên phim truyền hình ngắn tập                     | The Kingdom of The Winds  | Đoạt giải |               |
| 2011 | Golden Cinematography Awards lần thứ 33         | Nam diễn viên xuất sắc nhất                                                   | Battlefield Heroes        | Đoạt giải |               |
| 2011 | KBS Drama Awards 2011                           | Giải thưởng xuất sắc, diễn viên phim truyền hình ngắn tập                     | Brain                     | Đoạt giải |               |
| 2015 | MBC Drama Awards 2015                           | Giải thưởng xuất sắc hàng đầu, Nam diễn viên phim dài tập                     | Glamorous Temptation      | Đoạt giải |               |
| 2020 | Fantasia International Film Festival lần thứ 24 | Đề cử đặc biệt của Ban giám khảo trong Giải thưởng New Flesh cho Phim đầu tay | Me and Me                 | Đoạt giải | [ 26 ]        |
| 2020 | Busan Film Critics Awards lần thứ 21            | Đạo diễn mới xuất sắc nhất                                                    | Me and Me                 | Đoạt giải | [ 27 ]        |
| 2020 | Cine 21 Awards                                  | Đạo diễn xuất sắc nhất                                                        | Me and Me                 | Đoạt giải | [ 28 ]        |
| 2021 | Blue Dragon Film Awards lần thứ 41              | Đạo diễn mới xuất sắc nhất                                                    | Me and Me                 | Đề cử     | [ 29 ]        |
| 2021 | Wildflower Film Awards lần thứ 8                | Đạo diễn mới xuất sắc nhất                                                    | Me and Me                 | Đoạt giải | [ 30 ] [ 31 ] |
| 2021 | Chunsa Film Art Awards 2021 lần thứ 26          | Đạo diễn mới xuất sắc nhất                                                    | Me and Me                 | Đề cử     | [ 32 ]        |